# Borgosesia Calcio
Il Borgosesia Calcio Associazione Sportiva Dilettantistica, meglio noto come Borgosesia Calcio è una società calcistica italiana con sede nel comune di Borgosesia, in provincia di Vercelli. Milita in Eccellenza, la quinta serie del campionato italiano di calcio.
Conta una partecipazione alla Serie C2, nella stagione 1998-1999. In anni recenti ha disputato 15 stagioni consecutive in Serie D dal 2009 al 2024 ed ha all’attivo 39 partecipazioni alla categoria.

## Storia
L'originaria Unione Sportiva Borgosesia nacque nel 1925 come risultato della fusione tra il Borgosesia Football Club e la Trattoria Vallana, squadra del rione di Santa Maria; primo presidente fu eletto Angelo Donati, con vicepresidente Franco Negri. La prima maglia, di colore bianco, divenne successivamente verde. In contemporanea la società, dal campo vicino alla stazione ferroviaria, si trasferì in Viale Vittorio Veneto. Nel 1932 cambiò ragione sociale, divenendo Associazione Sportiva Borgosesia.
Nel 1945, dopo la seconda guerra mondiale, l'ingegner Bozzola, con l'aiuto di alcuni dirigenti ricostituì la società con la denominazione Associazione Calcio Borgosesia. In quell'anno vennero scelti i colori sociali; al granata, colore principale, fu abbinato anche il verde degli esordi. Nel 1952 il Borgosesia ottenne la promozione in IV Serie, l'attuale Serie D. Allenatore della squadra è Federico Munerati. Nel 1954 la squadra venne invitata ad un allenamento della Nazionale italiana, allora allenata da Silvio Piola; nei giorni successivi arrivò un elogio da parte della Federazione, per la società valsesiana.
Nel 1968, ottenuta la promozione dopo un'agguerrita lotta contro la Sunese, il Borgosesia aprì una serie di otto campionati in Serie D: i tecnici di questa striscia positiva furono Tarabbia, Giancarlo Amadeo, Donna e Sturaro. Il ciclo si chiuse nel 1976 con la retrocessione.
Nel 1990 inizia una nuova era per la squadra sesiana, presieduta da Mario Majolo e guidata dal giovane tecnico Gianmario Arrondini, conquistò il passaggio dalla Prima Categoria alla Promozione; grazie alle riforme federali del 1991 e alla creazione di una nuova categoria, il Borgosesia ottenne poi il ripescaggio in Eccellenza. Nel 1993, con allenatore Paolo Rosa, il sodalizio piemontese conquistò la promozione nel Campionato Nazionale Dilettanti. Fu vincendo questo campionato che, al termine della stagione 1997-98, il Borgosesia raggiunse l'apice della sua storia, con la prima promozione tra i professionisti. L'esperienza in Serie C2 durò però solo un anno; al termine del campionato 1998-99 i granata retrocessero dopo i play-out con la Pro Patria.
Seguirono anni altalenanti nelle divisioni amatoriali, poi dal 2009 il Borgosesia è riuscito a stabilizzarsi in Serie D per il successivo decennio, a tratti sfiorando anche il ritorno al professionismo, per poi tornare in Eccellenza al termine della stagione 2023-2024.

### Calciatori famosi
Tra i calciatori passati dal Borgosesia Calcio e che hanno raggiunti i massimi livelli, si segnala in particolare il portiere Christian Abbiati, successivamente portiere del Milan. Christian difese la porta granata nella stagione 1995-96, e si guadagnò la convocazione nella Nazionale Dilettanti. Degno di menzione è anche Domenico Penzo, attaccante, che vestì la maglia del Borgosesia nella stagione 1972-73, collezionando 33 presenze e 8 reti. In seguito avrà una carriera di tutto rispetto, che lo porterà a vestire, tra le altre, le maglie di Roma, Verona, Juventus, Napoli. Nella stagione 1982-83 realizzò 15 reti con la maglia del Verona, piazzandosi secondo nella classifica marcatori di Serie A, alle spalle di Michel Platini.
Tra gli altri calciatori che hanno giocato col Borgosesia anche Manuel Iori, con un passato al ChievoVerona in Serie A; anche Massimo Ciocci, ex giocatore dell'Inter, vestì la maglia granata a fine carriera.

### Tifoseria
Il gruppo ultras storicamente al seguito del Borgosesia fu la Brigata Alkolica, attivo dal 1986; dal secondo decennio del 2000, compaiono dapprima la sigla Non Omologati e succissivamente quella Borgo Crew, a riunire i supporter valesiani.
La tifoseria sesiana  vive rapporti di reciproco rispetto con i tifosi della Sanremese e della Juve Domo ( con cui fu attivo un vero e proprio gemellaggio).
mentre la rivalità più accesa è quella contro il Gozzano, che dà vita al cosiddetto Derby della Cremosina. Altre rivalità sentite intercorrono con Verbania, Biellese, Casale, Sestri.

## Palmarès

### Competizioni nazionali
- Campionato Nazionale Dilettanti: 1

1997-1998 (girone B)

### Competizioni regionali
- Eccellenza: 2

1993-1994 (girone A), 2008-2009 (girone A)
- Prima Categoria: 2

1967-1968 (girone A), 1989-1990
- Seconda Divisione: 1

1938-1939
- Prima Divisione: 1

19491-1950 (girone B)

### Altri piazzamenti
- Campionato Nazionale Dilettanti/Serie D:

secondo posto:1994-1995 (girone A)
terzo posto: 2013-2014 (girone A), 2016-2017 (girone A)
- Eccellenza:

secondo posto: 2007-2008 (girone A)
terzo posto: 2005-2006 (girone A)
- Prima Categoria:

terzo posto: 1960-1961 (girone A), 1962-1963 (girone A), 1964-1965 (girone A)
- Promozione:

secondo posto: 1978-1979 (girone A)
terzo posto: 1956-1957 (girone A), 1983-1984 (girone A)
- Terza Divisione:

secondo posto: 1927-1928 (girone A)
- Scudetto Dilettanti:

Semifinalista: 1997-1998
- Coppa Italia Dilettanti Piemonte-Valle d'Aosta:

Finalista: 2008-2009

## Statistiche e record

### Partecipazione ai campionati
| Livello | Categoria                       | Partecipazioni | Debutto   | Ultima stagione | Totale |
| ------- | ------------------------------- | -------------- | --------- | --------------- | ------ |
| 4º      | Seconda Divisione               | 2              | 1928-1929 | 1929-1930       | 23     |
| 4º      | Promozione                      | 2              | 1950-1951 | 1951-1952       | 23     |
| 4º      | IV Serie                        | 4              | 1952-1953 | 1955-1956       | 23     |
| 4º      | Serie D                         | 14             | 1968-1969 | 2020-2021       | 23     |
| 4º      | Serie C2                        | 1              | 1998-1999 | 1998-1999       | 23     |
| 5º      | Campionato Nazionale Dilettanti | 4              | 1994-1995 | 1997-1998       | 15     |
| 5º      | Serie D                         | 11             | 1999-2000 | 2013-2014       | 15     |